# Cimetière des animaux des bateliers de Douai
Le cimetière des animaux des bateliers de Douai est un cimetière pour animaux établi rue du Docteur-Lequien sur le territoire de la commune de Douai, dans le département du Nord, en région Hauts-de-France, en France. Il borde la Scarpe et est utilisé par les bateliers du port tout proche pour enterrer leurs animaux.